# 森口邦彦
森口 邦彦（もりぐち くにひこ、1941年2月18日 - ）は、日本の染織家。勲等は旭日中綬章。京都工芸美術作家協会顧問、公益社団法人日本工芸会会員、文化功労者。社団法人日本工芸会副理事長などを歴任した。

## 来歴

### 生い立ち
1941年2月18日、京都府京都市にて生まれた。父は同じく「友禅」の人間国宝である森口華弘である。京都市立美術大学の日本画科を経て、パリ国立高等装飾美術学校のグラフィックデザイン科を卒業した。フランスでは、ガエタン・ピコンやバルテュスの知己を得た。バルテュスからのアドバイスもあり、友禅に取り組むことを決意する。

### 染織家として
日本に帰国すると、父の下で友禅を技術を学んだ。のちに「友禅」の人間国宝となり、文化功労者として顕彰された。2019年9月には、来日したフランス大統領エマニュエル・マクロンが森口の邸宅を訪れた。マクロンは森口の作品を鑑賞し、森口とフランス語で対談した。

## 略歴
- 1963年：京都市立美術大学日本画科卒業・フランス政府給費留学生として渡仏
- 1966年：パリ国立高等装飾美術学校卒業
- 1995年：京都府指定無形文化財保持者認定
- 2007年：重要無形文化財「友禅」保持者に認定[10]
- 2014年：三越百貨店の新しいショッピングバッグ(三越「実り」紙手提袋)をデザイン[11]。同作はグッドデザイン賞を受賞した[12]。
- 2020年：京都国立近代美術館にて展覧会「人間国宝 森口邦彦　友禅／デザイン―交差する自由へのまなざし」開催[11]

## 賞歴
- 1969年：第6回日本染織展にて文化庁長官賞・第16回日本伝統工芸展にてNHK会長賞
- 1973年：日本伝統工芸展で朝日新聞社賞
- 1992年：芸術選奨文部大臣賞

## 栄典
- 1988年：フランス芸術文化勲章シュヴァリエ
- 2001年：紫綬褒章
- 2013年：旭日中綬章
- 2020年：文化功労者[13]
- 2021年：フランスレジオンドヌール勲章コマンドゥール